# Anarcho-primitivisme

Le drapeau vert et noir de l'anarcho-primitivisme.

 (juillet 2023).
L'anarcho-primitivisme est une doctrine politique qui s'appuie sur un rejet radical de la révolution industrielle et productiviste considérée comme la source principale des différentes formes d'aliénation qui pèsent sur la liberté humaine.
Certains penseurs anarcho-primitivistes souhaitent abolir la "civilisation" en retournant à un sorte "d'état sauvage primitif" d'inspiration préhistorique, notamment en retournant dans un état de chasseurs-cueilleurs, et aussi abolir la science moderne, le langage, l'agriculture et la domestication animale.

## Principes
Les anarcho-primitivistes considèrent que la division du travail, le progrès et l'essor technologique, la naissance des villes, le surplus économique, l'agriculture, ainsi que l'essor démographique — tous ces éléments qui forment la base des sociétés industrielles — ont entraîné le développement de structures hiérarchiques et oppressives, ce qui a constitué un terreau favorable au développement de l'État.
Les anarcho-primitivistes prônent l'avènement d'une société qui s'inspirerait des sociétés pré-industrielles, en arguant que les sociétés primitives sont des exemples convaincants de sociétés anarchistes.
Le concept de progrès est donc, pour les anarcho-primitivistes, à prendre avec des pincettes, du moins le progrès économique. En effet, celui-ci symbolise le développement de la société industrielle et de la recherche scientifique qui menacent la survie de l'espèce humaine et de l'environnement. Ce progrès-là est soutenu par ce que l'on appelle les courants progressistes qui apparaissent comme une construction culturelle inventée pour les besoins de la cause à la Renaissance et servant le capitalisme, la propagande de l'idéologie dominante.
Pour les anarcho-primitivistes le progrès constitue un refuge derrière lequel on se retranche pour nier les réalités écologiques. E.E. Cummings compare le progrès à « une maladie confortable de l’inhumanité moderne ». Pour ce mouvement, le combat contre le mythe qu'ils voient à l'œuvre dans le progrès passe par l'écologie.
Des auteurs anarcho-primitivistes comme John Zerzan poursuivent donc des travaux qui critiquent la civilisation comme oppressante dans son essence, et défendent des modes de vie conçus comme plus libres tirant leur inspiration des chasseurs-cueilleurs préhistoriques. Zerzan va jusqu'à critiquer la domestication, le langage, la pensée symbolique (des mathématiques jusqu'à l'art) et le concept de temps.

### Principaux engagements des anarcho-primitivistes
Les principaux engagements des anarcho-primitivistes sont la critique de la culture symbolique, de la division du travail et de la spécialisation des tâches, de la technologie et du syndicalisme et le rejet du réformisme. Ce sont également le rejet de la domestication (agriculture et élevage), de la science moderne et mécaniste, de la production et de l'industrialisation, le rejet de la société de masse et la défense de la révolution comme moyen de changement social.
De nombreux mouvements internes existant au sein de l'anarcho-primitivisme ne partagent cependant pas certains points idéologiques, il existe en effet des groupes mettant en avant l'esprit collectif, quand d'autre mettent l'accent sur un principe d'individualisme dur. Il en est de même en ce qui concerne les questions lié au régime alimentaire, à l'égalité des sexes, à l'ethnie, à éthique animale ou en ce qui concerne les actions violentes.
Certains anarcho-primitivistes, contrairement à une image générique vehiculée, ne rejettent pas aveuglément la science et la technologie, ce qu'ils critiquent et refusent ce sont les conséquences et les dérives de l'utilisation du savoir dans le contexte actuel.

La conception anarcho-primitiviste de la technologie peut être résumée par la phrase qu'a eue le poète et anarchiste anglais Herbert Read : 

« On ne peut confier les machines qu'à des gens ayant un apprentissage de la nature » et « seules de telles personnes inventeront et contrôleront ces machines de telle façon que leurs produits soient une amélioration des besoins biologiques et pas un déni de ceux-ci. »

### Citations
Pour Kirkpatrick Sale :

« Les termes du jeu sont simples pour eux : l’amélioration matérielle pour autant de gens que possible, aussi vite que possible et rien d’autre, certainement pas des considérations de morale personnelle ou de cohésion sociale ou de profondeur spirituelle ne semblent beaucoup importer. Le progrès est le mythe qui nous assure que « en avant toute » n'a jamais tort. L'écologie est la discipline qui nous enseigne que c'est un désastre ».

John Moore expose ainsi sa conception de l'anarcho-primitivisme :

« L'anarcho-primitivisme s'oppose à la civilisation, le milieu au sein duquel les diverses formes d'oppression prolifèrent, deviennent envahissantes et finissent par dominer. Notre objectif est d'effectuer la synthèse entre les aspects anti-autoritaires, non-étatistes et respectueux de la nature des modes de vie primitifs et les formes les plus avancées de l'analyse anarchiste des relations de pouvoir. Non pas dans le but de reproduire la vie primitive ou d'y retourner, mais simplement pour la saisir comme l'une de nos sources d'inspiration, comme l'une des formes que l'anarchie peut prendre en exemple. »

Quant à John Zerzan :

« Nous avons pris un mauvais tournant monstrueux avec la culture symbolique et la division du travail ; nous avons quitté un lieu d'enchantement, de compréhension et de totalité pour atteindre l'absence que nous trouvons aujourd'hui au cœur de la doctrine du progrès. Vide, et de plus en plus vide, la logique de la domestication, avec ses exigences de totale domination, nous montre aujourd'hui la ruine d'une civilisation qui ruine le reste… »

Selon le philosophe Frédéric Dufoing :

« La référence aux chasseurs-cueilleurs de la préhistoire et, dans une moindre mesure, d'aujourd'hui n'est pas, pour les anarcho-primitivistes, un modèle dont on doit s'inspirer pour modifier notre société, mais un modèle à reconstituer. C'est ce qui les différencie des anarchistes comme des autres écologistes radicaux : alors que ceux-ci cherchent dans l'histoire humaine des exemples, des aspects qui peuvent inspirer un nouveau mode de vie, les anarcho-primitivistes aspirent restaurer intégralement un mode de vie. »

## Controverses

### Position vis-à-vis des autres courants anarchistes

L'anarcho-transhumanisme est une pensée libertaire en opposition frontale vis-à-vis de l'anarcho-primitivisme.

Les positions des anarcho-primitivistes les ont amenés à se heurter avec des partisans d'autres courants anarchistes, notamment avec les anarchistes socialistes et les anarchistes transhumanistes. Ces courants anarchistes considèrent généralement l'anarcho-primitivisme comme une idéologie réactionnaire, transphobe et validiste. Ce genre de débat est cependant surtout limité, à l'heure actuelle, aux cercles de pensée américains.
Il existe toutefois plusieurs réfutations formelles de cette idéologie en langue française,,.

### Une idéologie réellement applicable?
Des débats autour de la possible application politique de l'anarcho-primitivisme sont aussi fortement présents. Le penseur anarchiste primitiviste John Zerzan reconnaît lui-même que les idéaux primitivistes sont difficiles à mettre en pratique, même pour les plus convaincus d'entre eux, ce sur quoi on l'a critiqué comme manquant d'un modèle concret de réalisation et réduisant de ce fait son primitivisme à un exercice purement théorique. Comme Zerzan l'a dit à un reporter : « C'est un immense défi. Vous avez ces idées géniales et grandioses, mais il faut bien les relier au monde concret, et nous le savons. Je ne sais pas comment ça va fonctionner. [Nous sommes] loin d'avoir atteint cette réalité et nous devons faire face à cela. Vous commencez à mettre en question les choses et à essayer d'élargir l'espace au sein duquel les gens peuvent dialoguer et soulever des questions qui n'ont pas été soulevées ailleurs. Mais nous n'avons pas de brouillons concernant ce que les gens devraient faire. »

### Critiques du primitivisme
« Pour moi, les continuités entre la religion et les idéologies scientifiques sont plus significatives que leurs différences. Pourquoi ne rejeter l'idéologie scientifique que pour embrasser les idioties de la religion, du spiritualisme et du sacré ? N'est-il pas clair que vos critiques de la réification et du culte rendu à la technique ne diminuent en rien l'importance d'une critique de la réification et du culte rendu à la nature…

[…] Le concept du sacré est la fondation de toute religion, spiritualisme, idéologie, culte, foi, croyance. Il implique logiquement (et inévitablement) l'existence du profane. Et ceci quoiqu'il puisse être transformé en beaucoup d'autres dualités… bien et mal, esprit et matière, dieu et diable… qui remplissent tous la même fonction insidieuse de diviser l'ensemble de l'expérience que nous avons de notre monde naturellement en deux sphères conceptuelles arbitraires. »

— Lev Chernyi, dans le journal Anarchy
Alors que la plupart des socialistes prônent la destruction ou le démantèlement du capitalisme et croient en la nécessité d'œuvrer à une société mondiale sans État, les primitivistes souhaitent aller plus loin : remonter le temps, en quelque sorte, en effaçant toute trace de développement industriel – et avec lui, tous les avantages conférés par la science moderne. Autrement dit, le primitivisme repose sur l'idée que l'humanité doit se purifier et bâtir une nouvelle société sur les os des faibles et des dégénérés. Entre autres, on observe ici un grave manque d'empathie, imprégné du postulat sous-jacent selon lequel les personnes considérées comme « extraordinaires » et « jetables » par le capitalisme et le primitivisme sont à juste titre catégorisées comme telles. Les socialistes considèrent que tous les êtres humains ont un droit inhérent à une vie épanouissante et digne, libre de toute oppression. [...] Contrairement à la plupart des courants de pensée socialistes, l'idéologie primitiviste est intrinsèquement incompatible avec la libération des personnes handicapées. Bien qu'il reste un point de vue largement marginal dans la plupart des courants de pensée de gauche, le primitivisme exerce un attrait superficiel qui risque de devenir plus tentant à mesure que la souffrance humaine s'intensifie sous le poids croissant des catastrophes climatiques à venir. Dans ces circonstances désastreuses, un désir cynique de détruire toute trace de développement humain moderne peut s'avérer très séduisant pour certains. Si une critique acerbe de la technologie et de la modernité est certainement justifiée à bien des égards, il est également crucial de rappeler que toutes les technologies ne favorisent pas les mêmes types et degrés d'oppression. D'innombrables vies dépendent entièrement de la médecine contemporaine et d'autres innovations récentes. Il existe un réel potentiel pour envisager un avenir meilleur sans devenir néo-luddite. Certaines branches de la pensée de gauche, comme les marxistes « cybernétiques » et les partisans similaires de la production entièrement automatisée, cherchent des approches pour réorganiser et reconfigurer les mécanismes de production au service d'un avenir meilleur. De tels efforts montrent un réel potentiel de réutilisation d’appareils initialement créés à des fins lucratives vers une société socialiste fondée sur la durabilité écologique.
-Conor Arpwel, dans le journal Protean

### Critiques de la technophobie
De nombreux penseurs radicaux et historiens des sciences et techniques, comme François Jarrige, ont développé une analyse technocritique sans toutefois tomber dans la technophobie. Selon eux, l'homme est un être savant et le restera, vouloir éliminer la technologie est un leurre. Le réel problème est l'accaparement de la technique (via des brevets et copyrights par exemple) par un petit nombre (industriels, états, groupes financiers...) pour répondre à une logique d'accumulation infinie, de profit et de création de besoins perpétuels, sans parler du contrôle des masses par les géants du numérique. Si la technologie était réellement libérée, productible et accessible à toutes et tous, modifiable et transmissible, elle pourrait répondre à de vrais besoins pour des communautés locales, en quantité modéré et en respectant le milieu organique et inorganique. Le technocritique Ivan Illich, parle d'outil convivial, l'écologiste libertaire Murray Bookchin parle de "technologie libératrice", libéré du monde capitaliste, industriel et centralisateur ("Les machines et outils modernes doivent devenir multifonctionnels, durables, écologiques et faciles à utiliser ainsi qu'à entretenir"). Le mouvement des Low Tech, des licences libres, l'autoconstruction en atelier (comme le propose L'Atelier Paysan) et autre artisanat non-industriel dans toutes les parties du monde participent grandement à cette pensée de réappropriation des outils simples, utiles et non nuisibles pour toutes et tous. Cette pensée critique n'est pas incompatible avec l'anarcho-primitivisme ni avec l'écologie libertaire en général, tant qu'elle reste en rupture avec l'état, le capitalisme et l'industrie extractiviste.
L'anarcho-transhumaniste William Gillis reproche à l'anarcho-primitivisme d'avoir une vision simpliste de la technique :
Même un anarcho-primitiviste comme John Zerzan porte des lunettes pour améliorer sa capacité à faire visuellement l’expérience du monde autour de lui. Par cet aspect, il est transhumaniste. Finalement, les technologies modernes peuvent être utilisées pour étendre la profondeur et la richesse de notre engagement avec le monde et notre prochain. [...]

Le transhumanisme ne consiste pas à affirmer que tous les outils et leurs applications sont, dans tous les contextes, absolument merveilleux et exempts de tout aspect problématique à considérer, explorer, rejeter, remettre en question ou modifier. Il ne s'agit pas non plus d'adopter toutes les infrastructures ou normes d'utilisation des outils existantes. Nous ne prétendons pas que toutes les technologies sont positives dans chaque situation spécifique, que les outils ne sont jamais sujets à des biais ou des inclinations, ou qu'il faudrait imposer un ensemble arbitraire de technologies « supérieures ». Nous soutenons simplement que chacun devrait avoir davantage d'autonomie et de choix dans sa façon d'interagir avec le monde. Être mieux informé et disposer d'un plus large choix d'outils est essentiel à cet égard. Car, au sens large, la « technologie » désigne n'importe quel moyen de faire des choses, et la liberté se définit par le fait d'avoir plus d'options ou de moyens à sa disposition. Nous sommes conscients que, même si la pratique comporte inévitablement de nombreuses complications contextuelles, nous souhaitons, en fin de compte, davantage d'options dans la vie et dans l'univers. De la même manière que les anarchistes ont plaidé pour la mise à notre disposition d'un maximum de tactiques différentes. Parfois, une tactique ou un outil sera plus adapté à une tâche, parfois non. Mais étendre la liberté passe in fine par l'élargissement des options technologiques. [...] Le primitivisme simplifie à l’extrême la situation, affirmant que ce qui existe doit nécessairement être le seul moyen de rendre possible certaines technologies. Cela implique aussi souvent un arc de développement linéaire unique où tout dépend de tout le reste, ignorant la grande latitude et la diversité des options en cours de route et en omettant d’étudier le vaste potentiel de reconfiguration.

### Transphobie et primitivisme
Certaines organisations et penseurs de l'anarcho-primitivisme (et du néo-luddisme) sont critiqués par les autres milieux de la gauche radicales vis-à-vis de leurs naturalisation des rôles de genre. Ces critiques visent, par exemple, le penseur anarcho-primitiviste Derrick Jensen, militant de l'organisation écologique radicale et anti-industrielle Deep Green Resistance, une organisation considérée comme un courant naturaliste, transphobe et TERF. Deep Green Resistance (DGR) se décrit comme une organisation féministe radicale et a souvent été décrite comme transphobe ou TERF,,. L'organisation a décrit les traitements hormonaux pour jeunes personnes transgenres comme de l'eugénisme et exclut les femmes transgenres des espaces féminins, et Keith a comparé la transition de genre à de la mutilation. En 2019, Jensen, Keith, et l'activiste de DGR Max Wilbert ont publié un article sur le site Feminist Current proclamant que « Levez les mains, tous ceux qui avaient prédit que quand Big Brother arriverait, ce serait vêtu d'une robe, trainant devant un tribunal des droits de l'Homme quiconque refuse de lui épiler ses féminines couilles, et hurlant « Appelez-moi m'dame ! » » Keith a fait le lien entre les visions du groupe sur les transidentités et sur l'environnement, en affirmant que les femmes trans « veulent violer les limites basiques des femmes », ce qu'elle comparait avec « violer les limites des forêts, des rivières et des prairies ».
En France, l'anarcho-primitiviste féministe Ana Minski défend les TERF et lutte contre le "mouvement des transidentités", et prône une valorisation biologisante et naturalisant des rôles féminins et masculins : « Les stéréotypes sexuels sont largement validés par le mouvement des transidentités qui promeut « l’identité de genre ». Le genre ne peut être une identité émancipatrice puisqu’il est le moyen par lequel les sexes sont socialement hiérarchisés. Les transidentités, par des acrobaties intellectuelles irrationnelles, valident le genre et nient le sexe. Elles encouragent à se comporter indépendamment de son sexe certes, mais de manière souvent stéréotypée (masculin ou féminin) et en se prétendant du sexe biologique dont elles caricaturent les stéréotypes patriarcaux (surtout pour le genre féminin). Ainsi, elles nient les spécificités biologiques qui fondent chacun des deux sexes, et plus particulièrement celles des femmes. Ce sont pourtant bien ces spécificités biologiques (utérus) que la domination masculine exploite et opprime. Nier cette réalité biologique ne permet plus aux femmes de se reconnaître en tant que classe de sexe, ce qui met en danger leur capacité à défendre leurs droits. » Elle ajoute également ceci : « La banalisation, voire la valorisation, du transsexualisme, et plus particulièrement chez les mineurs, est également condamnable. »
Dans un monde anarcho-primitiviste, l'abolition des techniques liées à la science moderne pourrait limiter les personnes transgenres à pouvoir accéder à des outils pour faire leurs transition de genre, notamment hormonale et chirurgicale.

### Idéalisation des "communautés primitives" et du passé paléolithique
Plusieurs critiques scientifiques des travaux de l'anarcho-primitiviste John Zerzan ont pu être effectué vis-à-vis de la vision de ce dernier sur les communautés du paléolithique ou des communautés "primitives" actuelles.  
Pour contrer face à l'aliénation qu'a engendré la révolution néolithique (sédentarisation, de l’agriculture, de l’élevage, mais aussi la naissance de l’écriture), à la base de la civilisation en tant que telle, Zerzan propose une contre-révolution, abolissant de manière radicale ses éléments : technologie, agriculture, mais aussi langage, revenant au niveau civilisationnel paléolithique. Zerzan présente dans son texte Futur primitif son idéal anthropologique : l’homme paléolithique. Le sociologue Matthijs Gardenier précise que les propos de Zerzan sont invalidés par les apports de l’anthropologie préhistorique, et sert à mise en scène de récits à caractère mythique.
La thèse principale de Zerzan est que la société paléolithique était une "société équilibrée". Celle-ci ne ressentait pas la nécessité de bouger ou de changer, et ce jusqu’à ce que des formes de perturbation et la classe dominante masculine, capitaliste et technologiste, ne parviennent à faire basculer tout cela dans la révolution néolithique.
Il y a 3 inspirations principales des thèses de Futur primitif :
-Une idéalisation du communisme primitif décrit par Engels dans L’origine de la famille, de la propriété privée et de l’État. Les travaux de l'anthropologue marxiste Christophe Darmangeat, s'appuyant sur les recherches les plus récentes en anthropologie, remettent en cause l’évolutionnisme de Morgan sur lequel s’appuie Engels, et par conséquent les idées de Zerzan.
-La présence du mythe de l’âge d’or. Ici l’âge d’or serait le paléolithique, sans sédentarité, ni agriculture, ni élevage.
-La thèse du matriarcat primitif : en se basant sur la statuaire (divinités fertiles), la société aurait été matriarcale, et ce serait le néolithique qui aurait fait basculer la société dans le patriarcat. Cette thèse, qui rencontra un vif succès dans les années 1970 dans le monde de l’anthropologie, semble n’être étayée par aucun élément factuel, comme le rappelle Darmangeat dans son ouvrage Le communisme primitif n’est plus ce qu’il était.
Plus l’homme évolue vers sa forme "moderne", plus les éléments montrant l’existence de ce que Zerzan nomme "aliénation" (pratiques artistiques et religieuses, langage articulé, sens du temps et du projet, etc.) deviennent visibles. Zerzan se tourne ainsi vers les moments les plus archaïques de l’évolution humaine. Les Néandertaliens (300 000 à 400 000 ans) lui paraissent un peu trop "cultivés". Il ira donc chercher ses exemples de préférence chez les tous premiers humains, notamment chez Homo habilis.
Par ailleurs est aussi présente l’idée néo-malthusienne selon laquelle la solution passe par une diminution drastique de la population afin de permettre le retour à un mode de production basé sur la cueillette. Les critiques de cette idée notent que l’indétermination en termes de moyens dans la proposition de réduction de la population pourrait dissimuler des projets génocidaires.
Selon Zerzan, le paléolithique est le « passé idéal ». Celui-ci est décrit comme « sans travail », « sans exploitation de la nature », une époque où règne « une considérable autonomie et égalité des genres » et l’« absence de violence organisée ». Matthijs Gardenier note que cette description du paléolithique n’est pas forcément corroborée par les faits.
Selon Matthijs Gardenier, de manière plus globale, Zerzan s’appuie sur une vision relativement tronquée de l’archéologie. John Zerzan fait un recours aux sciences sociales pour justifier l’idéal anthropologique développé, même leur caractère factuel est très discutable en regard de l’état de l’art en anthropologie.
La pertinence, la rigueur et la méthodologie des travaux de Zerzan sont souvent remis en cause. Certains déclarent que Zerzan cite souvent dans ses travaux les auteurs dans un mauvais contexte, ce qui peut mener à des conclusions fallacieuses, détournant les intentions premières de l'auteur cité. Par exemple : « En 1976, von Glasersfeld se demanda "si, dans un temps donné du futur, il semblera toujours aussi évident de penser que le langage a amélioré la survie de la vie sur cette planète" ». Le lecteur ne reçoit aucune information qui pourrait expliquer qui est von Glaserfeld, quel est son domaine d'expertise, ou pourquoi son observation est pertinente dans le cadre du traitement de cette question en particulier. En outre, ceci n'est pas un exemple isolé. Son article « Time and its Discontents » contient environ 250 références à des poètes, écrivains, philosophes, scientifiques, proverbes antiques et personnages mythologiques, et il faudrait un considérable effort de temps et de volonté au lecteur pour vérifier ces citations afin de confirmer leur adéquation avec l'argumentation de John Zerzan.
Enfin, Zerzan a également à certaines occasions cité certains auteurs pour prétendre que, par exemple, « les Bochimans peuvent voir quatre lunes de Jupiter à l’œil nu » et qu'il existe une « communication télépathique entre les !Kung en Afrique », ce qui reflète le genre des déclarations pour lesquelles les semblables de Murray Bookchin et Theodore Kaczynski ont critiqué la lecture par Zerzan des preuves anthropologiques, la considérant comme romancée, ignorant par exemple l'existence de cruauté envers les animaux chez les Ituri. Les débats académiques quant aux affirmations des auteurs cités par Zerzan, comme les débats sur le nombre d'heures que passent les cueilleurs dans des activités socialement nécessaires et le fait de savoir s'ils souffrent de famine ont été réfractés, altérant le contenu, dans les débats à propos des écrits de John Zerzan,.

### Validisme et primitivisme
Le projet anarcho-primitiviste a pu être décrit par des milieux militants comme capacitiste et validiste, et qui rendrait ainsi plus difficile la vie des personnes en situation de handicap. Beaucoup de personnes dépendent entièrement de la médecine contemporaine et d'autres innovations récentes, les supprimer dans une optique primitiviste aurait ainsi des conséquences massives sur les personnes dépendant de la science et de la technique moderne.

### Croyance en un effondrement civilisationnel
Certains penseurs primitivistes croient en un effondrement civilisationnel (collapsologie) qui arriverait prochainement. Cette idée ne fait pas consensus au sein de la gauche radicale. L'anarcho-transhumaniste William Gillis se montre critique vis-à-vis des théories de l'effondrement (collapsologie) chez les primitivistes. Il critique ainsi également la croyance que certaines personnes ont que "via un effondrement" il serait possible et simple de rebâtir une nouvelle société plus respectueuse de l'environnement :
Bien sûr, nombre de primitivistes sont capables de profiter et reconnaître les bénéfices apportés par la civilisation. Ils peuvent même sentir une affinité pour les aspirations des anarcho-transhumanistes, mais quand même les croire naïves car un effondrement civilisationnel permanent est inévitable. Il est vrai que notre infrastructure et notre économie actuelles sont incroyablement fragiles, destructrices et tout sauf durables—servant et se mêlant de bien des façons aux systèmes sociaux d’oppression. Mais tant d’autres formes restent possibles. Notre civilisation globale n’est pas un tout unifié, mais un champ de bataille vaste et complexe figurant de nombreuses forces et tendances opposées. L’“inévitabilité” de l’effondrement supposément imminent est en fait elle-même plutôt fragile. N’importe quel événement isolé pourrait la dérailler. Une abondance d’énergie bon marché et durable, par exemple, ou de métaux rares. L’un conduirait à l’autre, parce que l’énergie bon marché permet de recycler plus efficacement les métaux, et que la disponibilité de métaux peu chers entraîne la baisse du coût des batteries et un accès plus simple aux sources d’énergies renouvelables comme le vent. [...] Et notons qu’il est hautement improbable qu’un effondrement civilisationnel nous renvoie à un Eden idyllique. De nombreux centres du pouvoir survivraient probablement, presque aucune société ne régresserait plus loin que l’Âge de Fer, des milliards de personnes mourraient horriblement, et la destruction écologique soudaine serait démesurée. [...] Quelles que soient les chances, nous devons lutter contre l’inimaginable holocauste d’un effondrement. Nous avons une obligation morale à combattre, à nous occuper de notre futur et de notre environnement, et à prendre nos responsabilités vis-à-vis de notre destin. Seule la science et la technologie seront capables de réparer les désastres tels que la désertification du Sahara, gérer les horreurs du massacre écologique, et soigner notre terre.

### Documentaires
- Philippe Borrel, Les Insurgés de la Terre, Arte, France, 2010, 54 minutes.
- End: Civ, SubMedia.tv, 2011, 76 minutes.

#### Principaux auteurs
- Derrick Jensen
- Theodore Kaczynski
- John Moore
- Daniel Quinn
- Kirkpatrick Sale
- John Zerzan